# Liga Profesional Saudí 2015-16
La temporada 2015-16 fue la 41a edición de la Liga Profesional Saudí, la máxima categoría del fútbol en Arabia Saudita.
Los tres mejores clasificados en el torneo nacional accedieron a la Liga de Campeones de la AFC para el año 2017.

## Equipos participantes
Los tres primeros lugares de la liga más el ganador de la Copa del Rey 2016 clasificaron a la Liga de Campeones de la AFC 2017.
El campeón de la Primera División, el Al-Qadisiyah regresó por vez primera desde que fue relegado en la temporada 2011-12, junto al Al-Wehda quienes retornan luego del descenso en la temporada 2012–13. Ellos reemplazan a los equipos Al-Orobah y Al-Shoalah.

### Estadios y ciudades
| Club         | Ciudad   | Estadio                          | Capacidad |
| ------------ | -------- | -------------------------------- | --------- |
| Al-Ahli      | Jeddah   | King Abdullah Sports City        | 62.000    |
| Al-Fateh     | Al-Hasa  | Príncipe Abdullah bin Jalawi     | 27.550    |
| Al-Hilal     | Riyadh   | Rey Fahd                         | 67.000    |
| Hajer FC     | Al-Hasa  | Príncipe Abdullah bin Jalawi     | 27.550    |
| Al-Ittihad   | Jeddah   | King Abdullah Sports City        | 62.000    |
| Al Nassr     | Riyadh   | Rey Fahd                         | 67.000    |
| Al Raed      | Buraydah | King Abdullah Sport City Stadium | 25.000    |
| Al-Shabab    | Riyadh   | Rey Fahd                         | 67.000    |
| Al-Qadisiyah | Khobar   | Príncipe Abdullah bin Jalawi     | 27.550    |
| Najran SC    | Naŷrán   | Estadio Al Akhdoud Club          | 2.800     |
| Al-Faisaly   | Harmah   | Prince Salman Bin Abdulaziz      | 7.000     |
| Al Taawon    | Buraydah | Estadio Rey Abdullah SC          | 25.000    |
| Al Khaleej   | Saihat   | Principe Nayef bin Abdul Aziz    | 12.000    |
| Al-Wehda     | La Meca  | Rey Abdul Aziz                   | 33.195    |

### Jugadores extranjeros
El número de jugadores foráneos está restringido a cuatro por equipo, incluyendo un jugador de los países de la AFC. Un equipo puede usar los cuatro jugadores extranjeros en cancha durante un juego, incluyendo al menos un jugador de los países integrantes de la AFC.
| Club        | Jugador 1           | Jugador 2         | Jugador 3           | Jugador AFC         |
| ----------- | ------------------- | ----------------- | ------------------- | ------------------- |
| Al-Ahli     | Mohamed Abdel-Shafy | Nabil Bahoui      | Giannis Fetfatzidis | Omar Al Soma        |
| Al-Faisaly  | Javier Balboa       | Abel Camará       | Sadat Ouro-Akoriko  | Hamza Al-Dardour    |
| Al-Fateh    | Élton               | Josimar Souza     | Patrick Gbala       | Salam Shaker        |
| Al-Hilal    | Aílton Almeida      | Carlos Eduardo    | Digão               | Kwak Tae-Hwi        |
| Al-Ittihad  | Sulley Muntari      | Lucian Sânmărtean | Gelmin Rivas        | James Troisi        |
| Al-Khaleej  | Aminou Bouba        | Aboubacar Sylla   |                     | Ibrahim Al-Zawahreh |
| Al-Nassr    | Adrian Mierzejewski | Youness Mokhtar   | Modibo Maïga        | Mohamed Husain      |
| Al-Qadiyisa | Farid Mellouli      | Jhon Cley         | Diego Maurício      | Saad Abdul-Amir     |
| Al-Raed     | Eid Al-Farsi        | Oussama Darragi   | Kamil Zayatte       | Amjad Radhi         |
| Al-Shabab   | Rafinha             | Diego Arismendi   | Mauricio Affonso    | Saif Al Hashan      |
| Al Taawon   | Paul Efoulou        | Ricardo Machado   | Sandro Manoel       | Jehad Al-Hussain    |
| Al-Wehda    | Adolfo Lima         | Zouheir Dhaouadi  | Łukasz Gikiewicz    | Jehad Al-Baour      |
| Hajer Club  | Gualberto Mojica    | Nemanja Tubić     | Dragan Ceran        | Saif Salman         |
| Najran SC   | Aboubacar Tambadou  | Mamadou Wague     | Malick Mané         | Faisal Zayid        |

## Tabla de posiciones
- Clasificación final el 14 de mayo de 2016. Fuente:[1]

| Pos | Equipo             | PJ | PG | PE | PP | GF | GC | Dif | Pts |
| --- | ------------------ | -- | -- | -- | -- | -- | -- | --- | --- |
| 1.  | Al-Ahli Jeddah (C) | 26 | 19 | 6  | 1  | 55 | 21 | +34 | 63  |
| 2.  | Al-Hilal           | 26 | 17 | 4  | 5  | 52 | 23 | +29 | 55  |
| 3.  | Al-Ittihad         | 26 | 15 | 4  | 7  | 54 | 37 | +17 | 49  |
| 4.  | Al-Taawoun         | 26 | 13 | 6  | 7  | 54 | 35 | +19 | 45  |
| 5.  | Al-Fateh           | 26 | 11 | 8  | 7  | 35 | 28 | +7  | 41  |
| 6.  | Al-Shabab          | 26 | 11 | 6  | 9  | 27 | 28 | -1  | 39  |
| 7.  | Al-Khaleej FC      | 26 | 8  | 9  | 9  | 27 | 43 | -16 | 33  |
| 8.  | Al-Nassr           | 26 | 7  | 11 | 8  | 39 | 33 | +3  | 32  |
| 9.  | Al-Wahda Mecca     | 26 | 8  | 7  | 11 | 30 | 37 | -7  | 31  |
| 10. | Al-Faisaly Harmah  | 26 | 7  | 8  | 11 | 28 | 37 | -9  | 29  |
| 11. | Al-Qadisiya        | 26 | 6  | 10 | 10 | 26 | 32 | -6  | 28  |
| 12. | Al Raed            | 26 | 6  | 6  | 14 | 30 | 45 | -15 | 24  |
| 13. | Al-Najran SC       | 26 | 5  | 6  | 15 | 36 | 53 | -17 | 21  |
| 14. | Hajer FC           | 26 | 2  | 3  | 21 | 15 | 56 | -41 | 9   |

1. ↑  Clasifica a la Copa Mundial de Clubes Árabes 2016-17 como subcampeón de la Copa del Rey de Campeones  2016.

|  | Liga de Campeones 2017                       |
|  | Liga de Campeones 2017 (Play-Off)            |
|  | Copa GCC 2017                                |
|  | Copa de Clubes del Mundo Árabe 2016–17       |
|  | Play-Off a la Primera División Saudí 2016-17 |
|  | Descenso a la Primera División Saudí 2016-17 |

## Goleadores
Actualizado hasta el 14 de mayo de 2016.
| Pos. | Jugador                | Club       | Goles |
| ---- | ---------------------- | ---------- | ----- |
| 1    | Omar Al-Somah          | Al-Ahli    | 27    |
| 2    | Gelmin Rivas           | Al-Ittihad | 19    |
| 3    | Carlos Eduardo         | Al-Hilal   | 14    |
| 4    | Abdulmajeed Al-Ruwaili | Al-Taawoun | 13    |
| 5    | Élton                  | Al-Fateh   | 12    |
| 6    | Ali Awagi              | Al-Wehda   | 11    |
| 7    | Paul Alo'o Efoulou     | Al-Taawoun | 10    |
| 7    | Adrian Mierzejewski    | Al-Nassr   | 10    |